# Spaniens Billie Jean King Cup-lag
Spaniens Billie Jean King Cup-lag representerar Spanien i tennisturneringen Billie Jean King Cup, och kontrolleras av Spaniens kungliga tennisförbund. 

## Historik
Spanien deltog första gången premiäråret 1972.  Laget vann turneringen 1991, 1993, 1994, 1995 och 1998 medan man åren 1989, 1992 , 1996, 2000, 2002 och 2008 föll i finalerna.